# 카심 이븐 울루그 무함마드
카심 이븐 울루그 무함마드(قاسم ابن الغ محمد)는 초대 카심 칸이다. 1452년부터 1469년 죽을 때까지 재위했다. 카잔의 울루그 무함마드 칸의 아들이다.
1437년 벨료프에서, 1445년 수즈달에서 전쟁에 종군했다. 수즈달 전투 이후 카심과 그 남동생 야쿱이 모스크바로 파견되어 바실리 2세와 조약을 맺었다. 1445년 부친이 죽자 카잔 칸위는 형 매흐뮈트에게 넘어갔다. 1449년, 모스크바 금교의 파크라강가에서 모스크바 대공국을 침공하러 온 금장 칸국의 칸 사이드 아흐마드 1세의 군대를 격퇴했다. 1447년에서 1453년까지 바실리 2세와 드미트리 셰먀카 사이에 분쟁이 일어나자 카심은 바실리 2세의 편을 들었다. 1452년, 바실리 2세는 미샤르 유르트의 땅이었던 랴잔 공국을 카심에게 주었다. 이로써 카심은 모스크바의 속국인 카심 칸국을 세우고 그 초대 칸이 된 것이다.
1467년부터 벌어진 러시아-카잔 전쟁에서 모스크바는 카심을 카잔 칸국의 칸으로 세우려 했다. 1469년 카심은 죽고 아들 다니얄 이븐 카심이 술탄으로 즉위했다.

## 같이 보기
- 카시모프

## 참고 자료
- Henry Hoyle Howorth, History of the Mongols, 1880, Part 2, pp 429-230